# FFH Südwestdeutsche Verkehrsfliegerschule

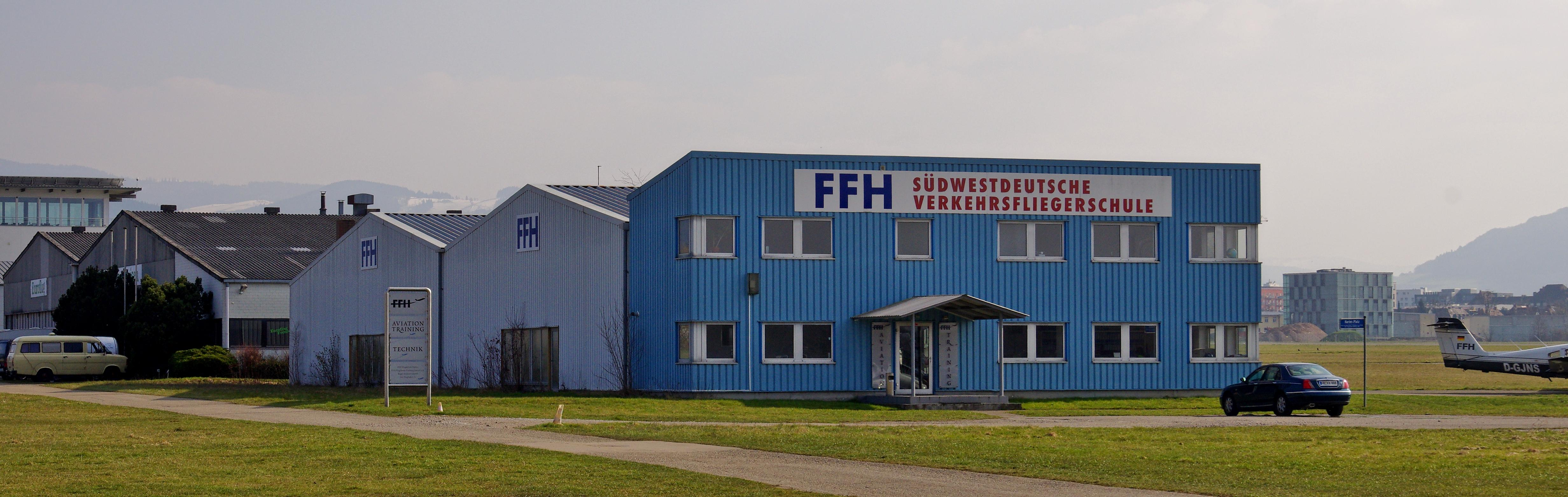
Das Betriebsgebäude auf dem Flughafen Freiburg

FFH Aviation Training, auch FFH Flight Training oder FFH, ist eine deutsche Verkehrsfliegerschule mit Sitz in Freiburg im Breisgau. Sie betreibt zudem Standorte in Stuttgart, Karlsruhe sowie Augsburg und besteht seit mehr als 50 Jahren. Das Familienunternehmen ist Gründungsmitglied im Verband deutscher Verkehrsfliegerschulen.

## Luftfahrtunternehmen
Es werden zahlreiche Ausbildungen angeboten, von der PPL über die CPL bis hin zum Verkehrspilotenlizenz, sowie folgende weitere Berechtigungen:
- Verkehrspilotenausbildung (ATPL)
- Instrumentenflugberechtigung (IR)
- Nachtflugberechtigung (NVFR)
- Fluglehrerlehrgänge (FI)
- Class-Rating-Instructor (CRI)
- Multi-Engine-Piston (MEP)
- Funksprechzeugnis (BZF I / BZF II / AZF)

Das Unternehmen hat sich auf Verkehrspilotenausbildung spezialisiert.

## Flotte
- 6 × Cessna 152 (Luftfahrzeugkennzeichen D-EITK, D-EHOZ, D-EIMT, D-EFMU, D-EABZ, D-EYPE, D-EEJQ)
- 2 × Grob G 115 (D-ELWT, D-ELZH)
- 2 × Piper PA-28 Warrior II (D-EEXL, D-EELY)
- 3 × Piper PA-28 Archer II/III (D-EVAT, D-EDUP, D-EKEP)
- 3 × Piper PA-28 Arrow III/IV (D-ENLY, D-EIHY, D-EHHF)
- 3 × Piper PA-44 Seminole (D-GJNS, D-GBVW, D-GZXA)[2]